# Palazzo del Podestà
Het Palazzo del Podestà (Nederlands: Paleis van de Podestà) is een paleis in de Italiaanse stad Bologna. Het paleis staat aan de noordzijde van de Piazza Maggiore, het plein in het centrum van de stad. Het werd rond 1200 opgetrokken en is daarmee het oudste paleis op de Piazza Maggiore.

## Geschiedenis
Het paleis bood onderdak aan de podestà, de hoogste ambtenaar van de stad en aan zijn medewerkers. In de loop van de 13e eeuw werd het gebouw te klein vanwege de massale deelname van de Bolognezen aan het bestuur. Men breidde het in 1245 uit met wat later het Palazzo Re Enzo werd genoemd omdat Enzio van Sardinië, een bastaardzoon van keizer Frederik II van Hohenstaufen, hier gevangen werd gehouden van 1249 tot aan zijn dood in 1272. De torre dell'Arengo, gebouwd in 1453 door Aristotile Fioravanti, herbergt de grootste klok van Bologna. Ze waarschuwde de burgers voor grote evenementen of bij calamiteiten.
In 1453 kreeg Fioravanti de opdracht van Giovanni II Bentivoglio om de gotische voorgevel te vervangen door een gevel in renaissancestijl. In de 16e en 17e eeuw deed het paleis dienst als theater. 
In 1831 riepen opstandelingen hier de Verenigde Italiaanse Provincies uit.
Anno 2012 vindt onder meer de informatiedienst voor toeristen onderdak in het Palazzo.
- Gemeinsame Normdatei: 4574252-2
- Library of Congress Control Number: n82045277
- Union List of Artist Names: 500305072
- Virtual International Authority File: 172536032